# Hayato Mine
Hayato Mine (født 31. august 1992) er en japansk fodboldspiller.
Han har spillet for flere forskellige klubber i sin karriere, herunder Blaublitz Akita og Fujieda MYFC.